# Eparchia di Sulaymaniyya
L'eparchia di Sulaymāniyya (in latino: Eparchia Sulaimaniensis Chaldaeorum) è una sede soppressa della Chiesa cattolica caldea.

## Territorio
L'eparchia comprendeva la città di Sulaymāniyya, nel governatorato omonimo, nel Kurdistan iracheno.
Il territorio era costituito da una sola parrocchia.

## Storia
Fino alla fine dell'Ottocento, la città di Sulaymaniyya faceva parte dell'arcieparchia di Senha (oggi Teheran); in seguito fu annessa a quella di Kirkuk.
L'eparchia di Sulaymaniyya fu eretta il 7 marzo 1968 come suffraganea dell'arcieparchia di Baghdad, ma non fu mai nominato alcun ordinario: la cura pastorale veniva affidata a vescovi di altre eparchie che la governavano in qualità di amministratori apostolici, o a presbiteri con l'incarico di amministratori patriarcali.
Fu soppressa l'11 luglio 2013, cedendo il suo territorio all'arcieparchia di Kirkuk.

## Cronotassi dei vescovi
- Sede vacante
  - Emmanuel Haddad, O.A.O.C. † (1976 - 1982 dimesso) (amministratore patriarcale)
  - Abdul-Ahad Rabban, O.A.O.C. † (1982 - 25 luglio 1998 deceduto) (amministratore apostolico)
  - Yousif Hibrahim, O.A.O.C. † (1999 - 2006 deceduto) (amministratore patriarcale)
  - Denha Hanna Touma, O.A.O.C. † (2006 - 2009 deceduto) (amministratore patriarcale)
  - Louis Sako (2009 - 11 luglio 2013 cessato) (amministratore apostolico)

## Statistiche
L'eparchia al termine dell'anno 2009 contava 550 battezzati.
| anno | popolazione | popolazione | popolazione | presbiteri | presbiteri | presbiteri | presbiteri                | diaconi | religiosi | religiosi | parrocchie |
| anno | battezzati  | totale      | %           | numero     | secolari   | regolari   | battezzati per presbitero | diaconi | uomini    | donne     | parrocchie |
| ---- | ----------- | ----------- | ----------- | ---------- | ---------- | ---------- | ------------------------- | ------- | --------- | --------- | ---------- |
| 1980 | 861         | ?           | ?           | 1          |            | 1          | 861                       |         | 2         |           | 1          |
| 1985 | 500         | ?           | ?           | 1          |            | 1          | 500                       |         | 1         |           | 1          |
| 1999 | 400         | ?           | ?           | 1          |            | 1          | 400                       |         | 1         |           | 1          |
| 2000 | 403         | ?           | ?           | 1          |            | 1          | 403                       |         | 1         |           | 1          |
| 2001 | 430         | ?           | ?           | 1          | 1          |            | 430                       |         |           |           | 2          |
| 2002 | 450         | ?           | ?           | 1          | 1          |            | 450                       |         |           |           | 2          |
| 2003 | 450         | ?           | ?           | 2          | 1          | 1          | 225                       |         | 1         |           | 2          |
| 2004 | 200         | ?           | ?           | 1          |            | 1          | 200                       |         | 1         |           | 1          |
| 2009 | 550         | ?           | ?           | 2          | 1          | 1          | 275                       |         | 1         |           | 1          |